# ميشاليس مانياس
ميشاليس مانياس (باليونانية: Μιχάλης Μανιάς) (20 فبراير 1990 بجنوب إيجة في اليونان - ) هو لاعب كرة قدم يوناني في مركز الهجوم. لعب مع أريس تسالونيكي وباس جيانينا ونادي أبولون سميرني ونادي روف ‏ وA.O. Glyfada ‏.

## وصلات خارجية
- ميشاليس مانياس على موقع قاعدة بيانات كرة القدم.إي يو (الإنجليزية)
- ميشاليس مانياس على موقع ناشيونال فوتبول تيمز (الإنجليزية)
- ميشاليس مانياس على موقع Soccerway.com (الإنجليزية)